# Antoniew (powiat pabianicki)
Antoniew – wieś w Polsce położona w województwie łódzkim, w powiecie pabianickim, w gminie Lutomiersk.
Miejscowość położona jest na Wysoczyźnie Łaskiej.
Przez ponad 20 lat wsią zarządza Zenon Gara.
W latach 1975–1998 miejscowość administracyjnie należała do województwa sieradzkiego.
Inne miejscowości o nazwie Antoniew: Antoniew